# Infracción de derechos de autor

Copy Roger, símbolo utilizado por algunos grupos en internet para representar las copias no autorizadas.

Una infracción de derechos de autor, infracción de copyright o violación de copyright es un uso no autorizado o prohibido de obras cubiertas por las leyes de derechos de autor, como el derecho de copia, de reproducción o el de producir una obra derivada.
También es habitual el uso del término piratería, a menudo de forma peyorativa, para referirse a las copias de obras sin el consentimiento del titular de los derechos de autor.
El informático Richard Stallman y el experto en propiedad intelectual Eduardo Samán, entre otros, argumentan que el uso de la expresión "piratería" para referir a las copias no autorizadas es una exageración que pretende equiparar el acto de compartir con la violencia de los piratas de barcos, criminalizando a los usuarios. La Free Software Foundation incluye esta acepción del término en su nómina de expresiones a evitar en materia de derechos de autor.
En suma, la piratería consiste en copiar ilegalmente: libros, música, películas, software y videojuegos.
Los alcances de la protección de las obras a nivel internacional están regidos por el Convenio de Berna, que establece un plazo mínimo de 50 años a partir de la muerte del autor. La forma en que debe tratar la legislación estas infracciones es un tema que genera polémica en muchos países del mundo.

## Regulación por países

### Chile
A un año de ingresar a la Organización de Cooperación y Desarrollo Económico (OCDE), y según señaló Business Software Alliance (BSA, asociación que agrupa a las principales empresas de software en Chile y el resto del mundo), Chile continúa como el miembro con la tasa más alta de copias no autorizadas de software. Sin embargo, dicho estudio es criticado en cuanto a la exactitud de sus mediciones, apelando a la rigurosidad y metodologías aplicadas al Global Software Piracy Study.
Según un estudio de la consultora International Data Corporation (IDC), la tasa de infracción en materia de software en Chile alcanza el 64%. Según el estudio, solo el 25% de las empresas chilenas tienen una política formal para el uso de softwares con licencia, lo que corresponde al porcentaje más bajo entre los países encuestados. Esto contrasta con lo que dicen las compañías, donde el 56% dice tener algún tipo de protocolo básico, de acuerdo a la información entregada por los gerentes de tecnología de las firmas consultadas.
En cuanto a legislaciones, Chile cuenta con la Ley Nº 17.336, sobre Propiedad Intelectual, de 2 de octubre de 1970, y sus modificaciones posteriores que regulan el derecho de autor.
Esta ley ampara los derechos de los autores chilenos y extranjeros domiciliados en Chile. Establece, asimismo, que los autores extranjeros no domiciliados en el país gozan de la protección que les sea reconocida por las convenciones internacionales que Chile ha suscrito y ratificado.
Chile también integra con regularidad la Priority Watch List estadounidense, debido a la recomendación que ha efectuado la IIPA (International Intelectual Property Alliance), frente al que consideran un alto índice de infracciones que mantiene el país. Debido a obligaciones de carácter legal, adquiridas voluntariamente mediante el Tratado de Libre Comercio con Estados Unidos (TLC). El impacto de pertenecer a esta lista, significa sufrir en su prestigio comercial; pérdida de oportunidades de negocio con Estados Unidos y con otras naciones desarrolladas; y que empresas exportadoras chilenas podrían transformarse en potenciales target de las nuevas leyes norteamericanas de competencia desleal, que apuntan primordialmente a las empresas foráneas que exportan a Estados Unidos y que no tienen licenciado el software que utilizan en sus procesos productivos.

### Colombia
En Colombia el organismo que regula y protege los derechos de autor es la Dirección Nacional de Derecho de Autor, y la ley que rige los derechos de autor es la ley 23 de 1982. 
Con el fin de dar cumplimiento a las obligaciones comerciales contraídas con Estados Unidos tras la firma del Tratado de Libre Comercio entre Colombia y Estados Unidos en Colombia se empezaron a tramitar una serie de proyectos que modificaban la ley de derecho de autor; conocidos popularmente como «Ley Lleras». 
El proyecto de ley 206 de 2018 que finalmente fue aprobado el 22 de mayo de 2018 se conoció como “Ley Lleras 6”. Este proyecto fue tramitado con mensaje de urgencia del gobierno en un término de mes y medio porque el gobierno Santos necesitaba cumplir una exigencia de EE. UU., que había condicionado su aval para que Colombia ingrese a la Organización para la Cooperación y el Desarrollo Económicos en el cumplimiento de obligaciones comerciales pendientes.

### Ecuador
A pesar de la necesidad de requerir la autorización del autor o del titular de los derechos de autor para la explotación de la obra, existen excepciones contempladas en el artículo 83 de la Ley de Propiedad Intelectual ecuatoriana.

### España
La ley española que regula los derechos de autor contempla como excepción la copia privada, es decir, autoriza a los particulares la copia o reproducción de una obra protegida para hacer un uso privado de la misma, siempre que haya tenido acceso legítimo al original copiado. No en vano, la Constitución, norma jerárquicamente superior, establece el derecho de todos a la cultura.
Según datos extraídos del informe anual del Instituto de Cinematografía y de las Artes Audiovisuales del Ministerio de Cultura, en 2008 se vendieron en torno a nueve millones de entradas menos, 39 salas de cine fueron cerradas, ocasionando la desaparición de 156 pantallas de cine[cita requerida].
La situación ha cambiado frente al bache de los años 2005-2008, y los espectadores comenzaron a acudir con más frecuencia a las salas. De acuerdo con la consultora Nielsen EDI, en España, en 2009 los cines españoles batieron récords de recaudación, superando al registro más alto anterior, del año 2004. Como causas se indicaron lo atractivo de los estrenos y a las innovaciones técnicas; el informe no relacionó la evolución de la taquilla ni de los espectadores con la evolución de la infracción de copyright.
Durante años sucesivos, España continúa integrando la Lista 301 o Priority Watchlist. Este informe dedica a España 17 páginas en las que indica una serie de requerimientos y sugerencias a las autoridades españolas para corregir las infracciones, que califican como "fuera de control".[cita requerida] Asimismo alaba el anteproyecto de Ley de Economía Sostenible (la conocida como Ley Sinde por la que un órgano administrativo podrá ordenar el cierre o bloque sitios web de enlaces, previa autorización expréss de un juez de la Audiencia). Entre las sugerencias recogidas en la Lista 301 se pueden ver diferentes actos, tales como aumentar el personal para investigar las actividades de Internet, en el Ministerio de Interior, la Guardia Civil y la Policía Nacional, permitir que los dueños de los derechos puedan obtener la información necesaria para emprender acciones civiles, tomar las acciones necesarias para asegurarse que los modchips (chips utilizados para liberar diversas consolas para que sean capaces de ejecutar copias no autorizadas y homebrew) y dispositivos similares sean ilegales, desarrollar una campaña de publicidad efectiva, entre muchas otras.

### Estados Unidos
Estados Unidos es el principal país en cuanto a la persecución a los infractores de derechos de autor, con una legislación muy agresiva al respecto. Allí se elabora anualmente la Priority Watchlist, un informe redactado por las principales asociaciones de productores y editores y que se remite al Departamento de Comercio de EE. UU. para presionar a los países que, bajo su opinión, no respetan lo suficiente el derecho de autor en ese país. Los productos relacionados directa o indirectamente con la propiedad intelectual representan alrededor del 35% del PBI de Estados Unidos.

### México

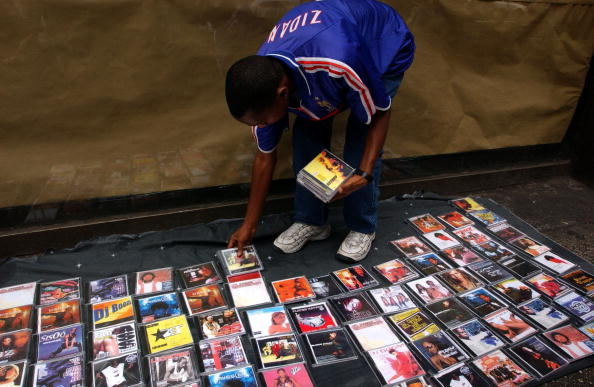
Un vendedor ambulante vendiendo copias no autorizadas de álbumes.

México se encontraría entre los once países donde las infracciones al derecho de autor se dan con mayor intensidad, afectando a la economía de Estados Unidos. Esta afirmación ya había sido planteada mucho antes, por lo que bajo presión de organismos internacionales y de los Estados Unidos, el presidente Vicente Fox lanzó el programa más ambicioso contra la venta de música y películas reproducidos sin autorización en México, llamada la guerra contra la piratería, su primer movimiento fue El Acuerdo Nacional contra la Piratería, que no solo se preocupaba por las infracciones relacionadas con el cine y la música; si no también del vestido, el software y autores en general.
Este acuerdo planteaba que para su éxito debían participar las tres órdenes de gobierno (Federal, Estatal y Municipal), los poderes que sustentan al Estado (Legislativo, Ejecutivo y Judicial) y por supuesto, las Organizaciones Protectoras de Derechos de autor interesadas en la solución que este nuevo acuerdo prometía cumplir.
 Este acuerdo se basaba en estrategias: Líneas estratégicas específicas para el sector público, línea estratégica específica para el sector productivo y una línea estratégica educativa, cada una con un objetivo y forma de actuar diferentes, pero que actúan juntas.
El derecho penal mexicano solo trata las violaciones más graves del ordenamiento jurídico, y en el marco del derecho de autor, generalmente solo se sancionan penalmente las conductas que supongan la copia o el plagio de las obras protegidas, donde concurran dos circunstancias: el ánimo de lucro y el perjuicio a terceros, donde el beneficio obtenido posea especial trascendencia económica. Esto último, en muchos casos, supone una actividad altamente especializada, que busca la comercialización de los productos copiados o plagiados, y se define en actos tales como la exposición de las copias en comercios, catálogos de venta, y otros. Considerar estos derechos como una forma de propiedad (y no como un derecho de uso) facilita la criminalización de la copia no autorizada. Permite además a las grandes multinacionales que controlan estos derechos una equiparación con otros delitos de mayor gravedad como el robo, es por esto, que El Acuerdo Nacional Contra la Piratería hace modificaciones a las penas legales para quienes no cumplan la ley en cuanto a las infracciones de derecho de autor. La ley establece que a quien incumpla en las leyes, la privación de la libertad será de 3 a 10 años, y una sanción que va de 2.000 a 20 000 días de multa, todo esto con la finalidad de reducir los usuarios infractores. Durante el último año de la administración de Fox, más de 8,700 operativos fueron realizados en el país para decomisar mercancía y detener presuntos vendedores de copias no autorizadas Al final del sexenio de Felipe Calderón se habrían registrado alrededor de 123.440.367 artículos en infracción; por otro lado, Enrique Peña Nieto ha tenido el sexenio con más bajo resguardo según el Informe Especial 301 de EU. Sin embargo, según el antropólogo José Carlos G. Aguiar estas políticas parecerían ser más efectivas para criminalizar el comercio informal, que para el control efectivo de venta de copias no autorizadas en los mercados populares y espacio público.

## Consecuencias
En relación con la industria musical, para la mayoría de músicos su verdadera fuente de ingresos está en la actuación en vivo, no en la venta de discos. Por tanto, para algunos, la disponibilidad del material de los músicos favorece la afluencia de público a sus conciertos. Uno de los medios que favorece esa disponibilidad del material hoy en día es el uso de software P2P que permite a sus usuarios compartir ficheros a través de Internet, si bien muchos esperan que los músicos comiencen a abandonar el concepto de disco grabado para ofrecer su material de formas alternativas (como, por ejemplo, descargas a través de FTP o similares), pudiendo fijar precios por pieza/canción o grupo de piezas mucho más bajos que los actuales precios de CD.
Sin embargo, la mayoría de las grandes compañías, y asociaciones de autores, e intérpretes best-sellers, no están de acuerdo con este punto de vista y aluden a una supuesta pérdida de puestos de trabajos que se producirá en la industria del sector debido a esta actividad. Además defienden el derecho de los autores a recibir compensación económica por la utilización de su obra, por un tiempo indeterminado, criticando las actuales limitaciones temporales, arguyendo que "el dinero, las propiedades, las casas, los negocios, las empresas, los cuadros, los muebles y las zapaterías se heredan hasta el infinito, generación tras generación, y eso nadie lo discute ni a nadie le parece mal (...). Sólo los herederos de los artistas “viven del cuento”, cuando justamente éstos ni siquiera han comprado lo que poseen, sino que lo han creado e inventado."

## Cifras
Aunque las cifras sobre copias no autorizadas son cuestionadas por su validez, conglomerados de empresas del sector han realizado estudios que afirman que la media mundial de falsificación para el año 2006 se situaba en 35%, Sin embargo, existen grandes variaciones de este guarismo dependiendo de la región. Vietnam es el país con las cifras más altas: el 97% del software utilizado es ilegal, mientras que en China se mantiene en un 94%.
En Argentina algunos afirman que alrededor del 70% de los DVD que se venden son copias ilegales, mientras que el 75% del software en uso es falsificado.
Mientras que en toda Latinoamérica se calcula en un 66%.
Un estudio elaborado por International Data Corporation publicado por la Business Software Alliance sostiene que las infracciones de derechos de autor generan pérdidas, y que las mismas ascenderían a 58 700 millones USD para el año 2010, un 14,2% más que en 2009. En Argentina, se afirma que estas supuestas pérdidas llegaron a los 681 millones USD para el período 2005-2010.
La Motion Pictures Association of America (MPAA) publicó un detallado informe titulado El costo de la piratería (The Cost of Movie Piracy), donde se afirmaba que durante el año 2005 las descargas y ventas ilegales de películas provocaron una pérdida teórica de 18 000 millones USD a la industria del cine. También se señala que los principales afectados por estas prácticas son las grandes productoras. Según estos datos, estas perderían alrededor de 6 100 millones USD. El resto de las presuntas pérdidas, unos 11 900 millones, corresponderían al entramado de distribuidores, exhibidores y otras pequeñas productoras.
Por otra parte, un estudio realizado por el gobierno suizo concluyó que la infracción de derechos de autor no genera pérdidas ni menores ingresos a la industria, además de considerar legal la descarga de material protegido.

## Cultura libre
Los derechos de autor son un sistema que data del siglo XVIII, sin embargo mucho antes de esto y desde los orígenes de la humanidad ha existido La cultura libre, que es una corriente de pensamiento que promueve la libertad en la distribución y modificación de trabajos creativos basándose en el principio del contenido libre para distribuir o modificar trabajos y obras creativas, usando Internet así como otros medios. Para esto comparten y distribuyen obras en dominio público, además de crear obras artísticas con licencias copyleft y creative commons y en entornos de programas de computo utilizan licencias libres como GPL o Apache.
De esta forma mucha de la información, libros, música, películas y programas de computo que se comparte en la red ya sea en redes de pares o archivos alojados en la red son completamente legales y se fomenta su distribución y redistribución en forma libre y gratuita ya que ese es su objetivo y en estos intercambios no se viola ningún derecho de autor porque no existen.
Al utilizar obras en dominio público es imposible infrigir derechos de autor porque no existen, ya que estas pueden ser utilizadas libremente y se pueden hacer obras derivadas o lucrarse con estas, tal es el caso de las películas que hace Disney basadas en obras bajo dominio público que produce y vende con licencia de derechos de autor, pasando a ganar billones de dólares basándose en obras que originalmente pertenecen al dominio público.